# Naqoura
Naqoura (en arabe : الناقورة, Al Naqoura et Naqoura) est une ville située dans le sud du Liban.
Depuis le 23 mars 1978, Naqoura abrite les quartiers généraux de la Force intérimaire des Nations unies au Liban.

## Situation
La municipalité se situe à une distance d'environ 103 kilomètres (64.0042 mi) de Beyrouth la capitale du pays Liban. Elle s'élève à une altitude de 60 mètres (196.86 ft - 65.616 yd) du niveau de la mer et s'étend sur une surface de 4 800 hectares, sa population est d'environ 2 000 habitants.

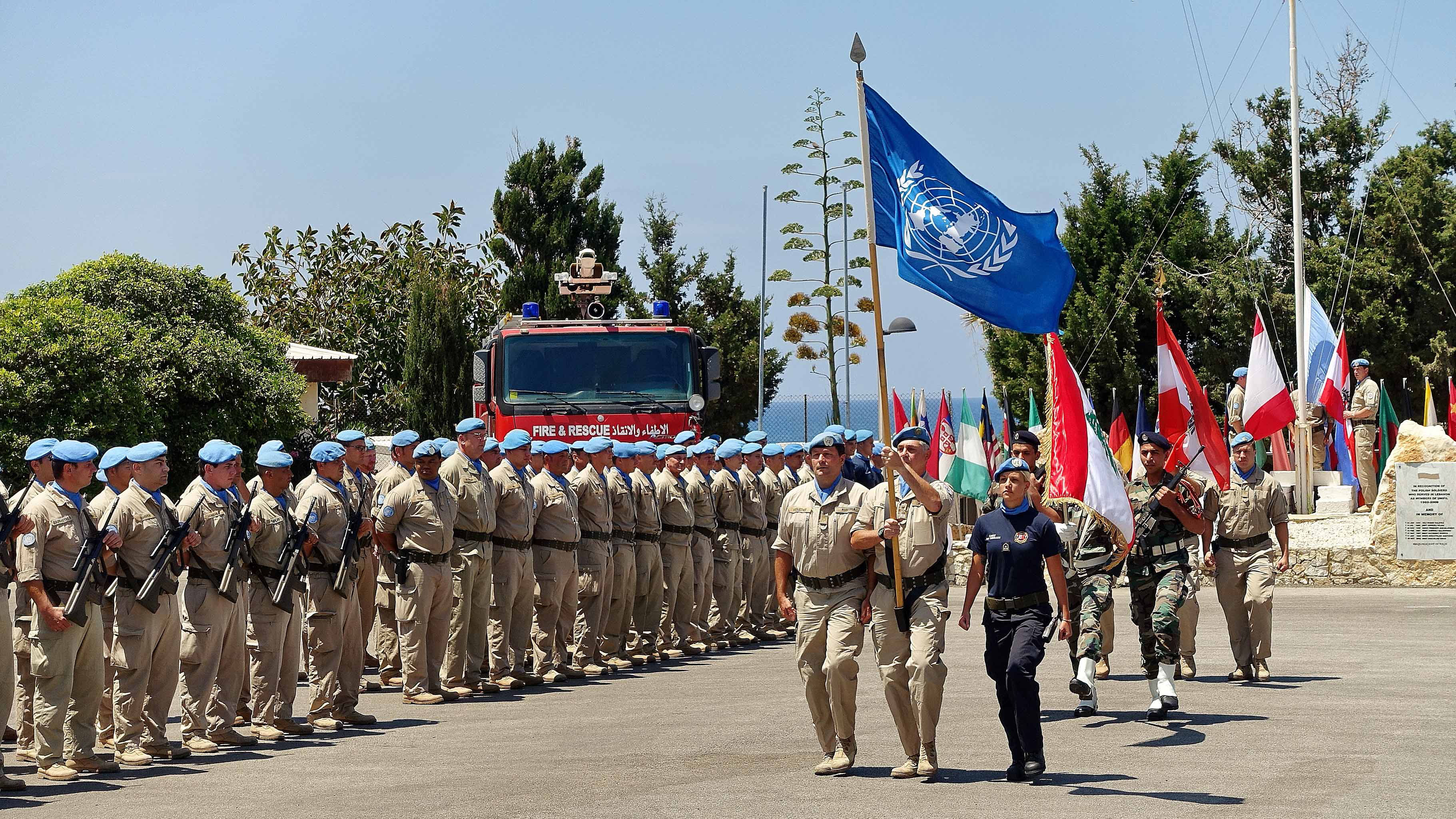
Les troupes de l'ONU à Naqoura

## Établissements scolaires
Le tableau ci-dessous permet une comparaison des établissements scolaires publics et privés au niveau local et national. Il permet également d’apprécier la répartition des élèves scolarisés entre les établissements publics et privés aussi bien au niveau local que national. Toutes les données fournies sur l’enseignement concernent l'année scolaire 2005-2006. Dès la publication de chiffres plus récents nous nous efforcerons de les mettre en ligne.
| Établissements scolaires                          | Naqoura (2005-2006) | Liban (2005-2006) |
| ------------------------------------------------- | ------------------- | ----------------- |
| Nombre d'établissements scolaires                 | 1                   | 2788              |
| Établissements scolaires publics                  | 1                   | 1763              |
| Établissements scolaires privés                   | Non disponible      | 1025              |
| Élèves scolarisés dans les établissements publics | 115                 | 439905            |
| Élèves scolarisés dans les établissements privés  | Non disponible      | 471409            |

## Environnement

### Écologie et recyclage
En 2005, Bahr Loubnan signe un accord de coopération avec la ville de Naqoura et devient le premier projet de ville écologique au Liban,,.

## Lien Externe
- (ar + fr + en) Fiche de la Municipalité de Naqoura - Localiban